# Lycée Jean-XXIII
 (juillet 2021).
Pour les articles homonymes, voir Jean XXIII (homonymie).
Le lycée Jean-XXIII ou lycée Saint-Jean-XXIII  est un lycée privé d'enseignement général à Reims.
Son entrée se trouve au 18  rue Andrieux. Cet établissement porte le nom de Jean XXIII, pape de 1958 à 1963 ; d’abord nonce apostolique en France, il fut canonisé en 2014.

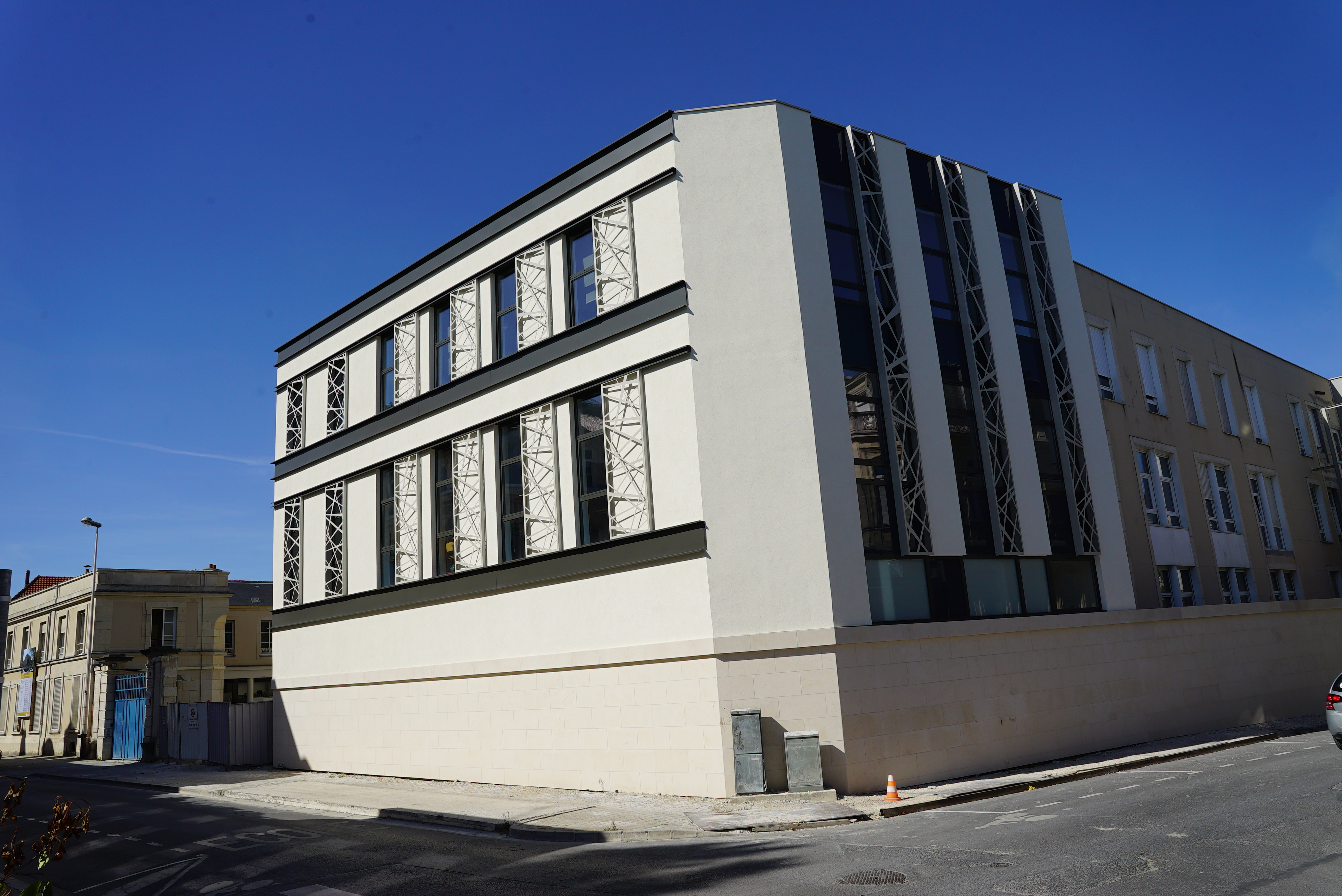
Nouveau bâtiment rue Saint-Hilaire.

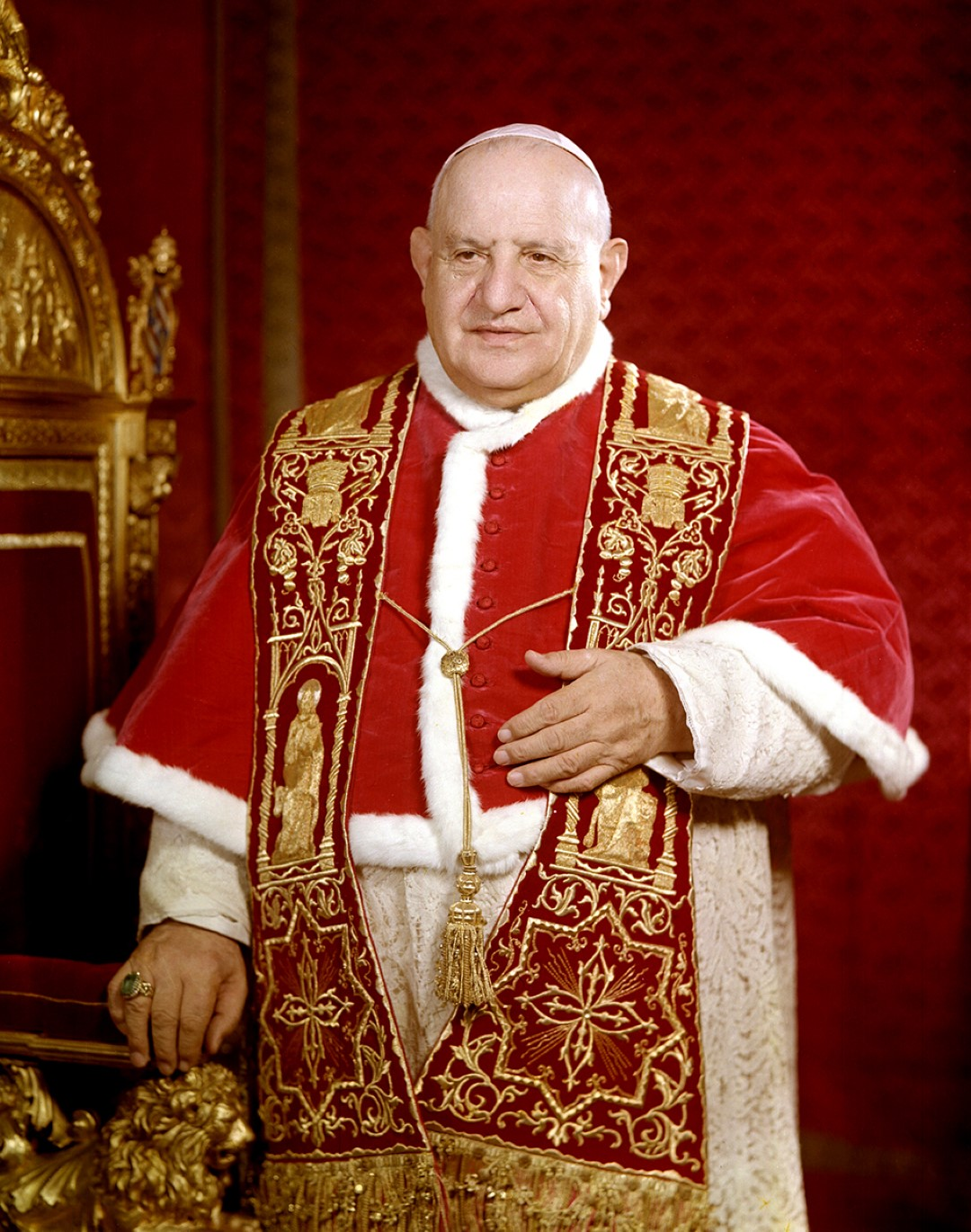
Le pape Jean XXIII.

## Historique
Le 3 octobre 1878, les Religieuses de Nazareth reçoivent l’accord de l’archevêque de Reims pour implanter dans la ville une communauté ayant pour mission l’éducation des jeunes filles.
Le premier pensionnat a été ouvert rue d'Anjou à Reims.
En 1885, de nouveaux bâtiments sont construits rue de Courlancy, sur l’emplacement actuel de la clinique Courlancy. L’établissement est fermé en 1901 en application de la loi Combes qui interdit l'enseignement en France à tous les congréganistes et les congrégations religieuses.
En 1921, après les expulsions, Nazareth rouvre l’école dans une maison particulière rue de Courlancy, située aujourd’hui dans le parc du Champagne Lanson.
En 1928, la maison devenant trop petite, l’école s’installe au 18, rue Andrieux sous le nom d’Institution Colbert.
Le 30 juin 1929, la chapelle du lycée est bénie par monseigneur l’archevêque de Reims.
Peu à peu l’établissement se transforme : le primaire a laissé la place aux premier et second cycles et une carte scolaire se met en place progressivement. 
Des échanges se mettent en place, entre 1964 et 1966, entre les différents établissements scolaires privés Notre-Dame et Jeanne-d’Arc dans le cadre d’un regroupement du nom d’Institut Jean-XXIII.
En 1973, l’internat ferme, et la communauté des religieuses décide de s’installer hors les murs du lycée. 
En 1976, les religieuses de Nazareth souhaitant partager davantage les responsabilités avec les laïcs dans les établissements scolaires passent le flambeau de la direction de Jean-XXIII à un laïc.
La mixité commence progressivement en 1982.
En 1989 est inauguré un gymnase creusé dans la cour. 
Après la vente de « Saint-Hilaire », les terminales, le professeur d’art et ceux de sciences s’installent dans un bâtiment construit sur le gymnase, en 1992.
De 2018 à 2021, des travaux d’agrandissement et de restructuration, pour un budget de 8,5M€, sont menés sous la direction de l’architecte Frédéric Denisart. Les locaux dans leurs nouvelles configurations sont inaugurés officiellement le 14 novembre 2022.
En 2021 Marc Besancenez devient le principal du lycée jusqu'à aujourd'hui.

## Les bâtiments

### La chapelle du lycée Jean-XXIII
La chapelle est construite, en 1929 par l’architecte André Ragot (1892-1981).
Le plafond est peint par Adrien Sénéchal.
Elle s'appelait à l'origine chapelle Colbert en lien avec l'institution Colbert.
Elle s'élève sur l'emplacement de l'ancienne église Saint-Hilaire.
De  1994 à 2003, les élèves d'arts plastiques du lycée Jean-XXIII ont travaillé sur la réalisation de fresque en céramiques inspirées de scènes bibliques.

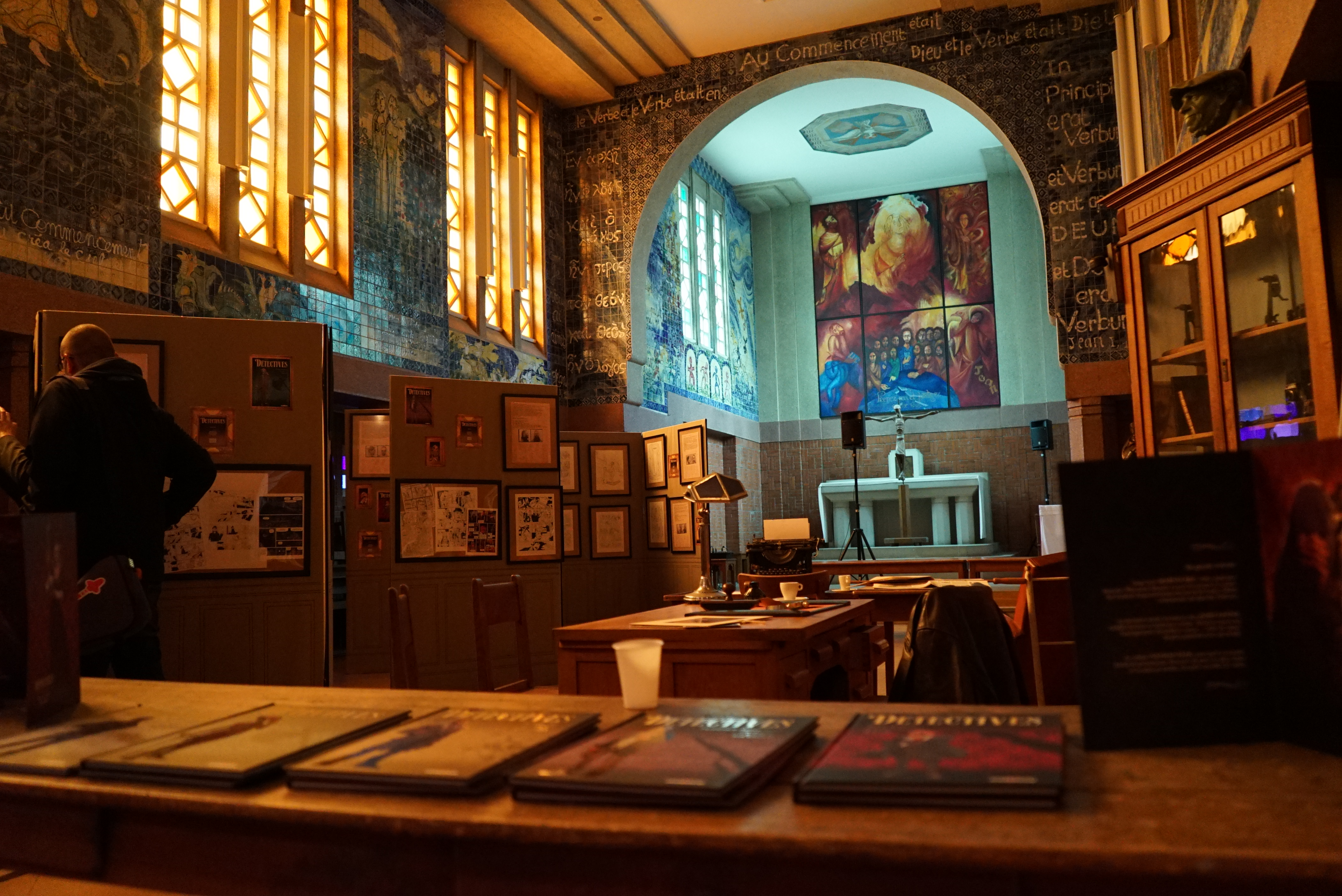
Exposition dans chapelle du lycée Jean-XXIII

## Classement du Lycée
En 2018, le lycée se classe  4e sur 21 au niveau départemental quant à la qualité d'enseignement, et 579e au niveau national sur 22277.
Le classement s'établit sur quatre critères : le taux de réussite au bac, la proportion d'élèves de première qui obtient le baccalauréat en ayant fait les deux dernières années de leur scolarité dans l'établissement, la valeur ajoutée (calculée à partir de l'origine sociale des élèves, de leur âge et de leurs résultats au diplôme national du brevet et le taux de mention).
Résultats du bac 2018 :  
- série ES : 100%[8]